# 嘉数知賢
嘉数 知賢（かかず ちけん、1941年〈昭和16年〉6月1日 - 2024年〈令和6年〉10月15日）は、日本の政治家。沖縄県本部町出身。自由民主党所属の元衆議院議員（4回）。

## 来歴・人物
1941年6月1日生まれ。1966年に早稲田大学第一政治経済学部を卒業。1980年、沖縄県議会議員に当選し、5期務めた。1994年には県議会議長に就任する。
1996年の第41回衆議院議員総選挙に宮里松正の後継者として自民党から初当選（当選同期に河野太郎・菅義偉・平沢勝栄・渡辺喜美・大村秀章・河本三郎・桜田義孝・下地幹郎・下村博文・新藤義孝・滝実・棚橋泰文・田村憲久・谷畑孝・戸井田徹・松本純など）。防衛庁長官政務官や内閣府大臣政務官を歴任。2005年11月、第3次小泉改造内閣の内閣府副大臣（沖縄及び北方対策、科学技術政策、食品安全、防災担当）に就任。信条は「得衆動天（衆を得れば天を動かす）」。
2009年の第45回衆議院議員総選挙では民主党の玉城デニーに敗れ、比例復活も出来ずに落選した。2012年、旭日重光章受章。
2024年10月15日午後2時58分、胆管がんのため名護市の病院で死去した。83歳没。死没日付をもって正四位に叙された。

## 所属団体・議員連盟
- 社団法人亜東親善協会（顧問）
- 日韓議員連盟